# غبينغا أولوكون
غبينغا أولوكون (بالإنجليزية: Gbenga Oloukun) (مواليد 14 يونيو 1983) هو ملاكم نيجيري، مثّل بلاده في الألعاب الأولمبية الصيفية 2004.

## روابط خارجية
غبينغا أولوكون على موقع بوكس ريك (الإنجليزية) (registration required)
- غبينغا أولوكون على موقع اللجنة الأولمبية الدولية (الإنجليزية)
- غبينغا أولوكون على موقع أوليمبيديا (الإنجليزية)